# AR-57
Die AR-57 ist ein oberes Verschlussgehäuse, welches ein unteres Verschlussgehäuse einer AR-15 zu einer Handfeuerwaffe macht, die 5,7 × 28 mm Patronen verschießt und Magazine der FN P90 aufnehmen kann. Die Waffe kam etwa 2010 auf den Markt. Es wurde mit der Zeit eine zweite Version, welche leichter ist, herausgebracht. Beim Schießen werden die Patronenhülsen nach unten durch den Magazinschacht ausgegeben, jedoch ist es, nach gewissen Änderungen, möglich, mit einem Magazin die Hülsen zu sammeln. Man kann die Waffe mit 6 Zoll oder 16 Zoll Lauflänge kaufen.

## Kontroverse
Die Waffe wurde bei den venezolanischen Protesten im Jahr 2019 gesehen (siehe Proteste in Venezuela seit 2014). Dies warf die Frage auf, wie die Waffe nach Venezuela gelangen konnte. Es wird vermutet, das privat gekaufte Waffen auf dem Schwarzmarkt in das Südamerikanische Land kamen.